# Clusia cerroana
Clusia cerroana är en tvåhjärtbladig växtart som beskrevs av Julian Alfred Steyermark. Clusia cerroana ingår i släktet Clusia och familjen Clusiaceae. Inga underarter finns listade i Catalogue of Life.